# Liste der Naturdenkmale in Mundelsheim
| Naturdenkmale | Anzahl |
| ------------- | ------ |
| FND           | 4      |
| END           | 2      |
| Gesamt        | 6      |

Die Liste der Naturdenkmale in Mundelsheim nennt die verordneten Naturdenkmale (ND) der im baden-württembergischen Landkreis Ludwigsburg liegenden Gemeinde Mundelsheim. In Mundelsheim gibt es insgesamt sechs als Naturdenkmal geschützte Objekte, davon vier flächenhafte Naturdenkmale (FND) und zwei Einzelgebilde-Naturdenkmale (END).
Stand: 30. Oktober 2016.

## Flächenhafte Naturdenkmale (FND)
| Name                     | Bild | Kennung     | Einzelheiten            | Position | Fläche Hektar | Datum        |
| ------------------------ | ---- | ----------- | ----------------------- | -------- | ------------- | ------------ |
| Felsband am Käsberg      | BW   | 81180530006 | Hessigheim, Mundelsheim | ⊙        | 0,2           | 7. Juli 1989 |
| Feuchtgebiet „Seeäcker“  | BW   | 81180530004 | Mundelsheim             | ⊙        | 0,5           | 7. Juli 1989 |
| Klinge am Käsberg        | BW   | 81180530005 | Mundelsheim             | ⊙        | 0,5           | 7. Juli 1989 |
| Waldweiher               | BW   | 81180530003 | Mundelsheim             | ⊙        | 0,5           | 7. Juli 1989 |
| Legende für Naturdenkmal |      |             |                         |          |               |              |

## Einzelgebilde (END)
| Name                     | Bild | Kennung     | Einzelheiten | Position | Fläche Hektar | Datum        |
| ------------------------ | ---- | ----------- | ------------ | -------- | ------------- | ------------ |
| 1 Holländische Linde     | BW   | 81180530001 | Mundelsheim  | ⊙        | 0,0           | 7. Juli 1989 |
| 1 Winterlinde            | BW   | 81180530002 | Mundelsheim  | ⊙        | 0,0           | 7. Juli 1989 |
| Legende für Naturdenkmal |      |             |              |          |               |              |